# Aleksandr Schaefer
Aleksandr Nikolàievitx Xéfer, rus: Александр Николаевич Шефер, transcrit habitualment com a Schaefer o Schäfer, per raó del seu origen alemany (12 de setembre [C.J. 30 d'agost] de 1866, Sant Petersburg - 1914), fou un compositor, pianista i director d'orquestra rus, 
Va rebre educació al Conservatori de Sant Petersburg, al final de la qual (1886) va emprendre activitats d'ensenyament (literatura i teoria) en música l'escola Krivoshein i Danneman (fins a 1891) i a l'Institut de la mateixa capital (1892–98). A continuació, va dirigir l'òpera privada Panaevsky, etc; i des del 1902 fou el segon director d'orquestra de l'òpera de la Casa del Poble de Sant Petersburg; 
On va dirigir, en particular, Orleanskaia deva (La donzella d'Orleans) de Txaikovski (1902), Iudif de Serov, Tsàrskaia nevesta (La núvia del tsar) de Rimski-Korsakov i Рафаэль de Arenski (1903), Jizn za tsarià (Una vida per al tsar) i Русла́н и Людми́ла (Ruslan i Lyudmila) de Glinka, Faust de Gounod (1905), Tannhäuser de Wagner i Robert le diable de Meyerbeer (1906), La traviata de Verdi (1907), així com la seva pròpia òpera Цыганы (Gitanos) basat en el mateix nom un poema d'Aleksandr Puixkin (1901), sobre el qual el "Russian Musical Newspaper" (Diari musical rus) va respondre amb simpatia com "a la manera de Txaikovski, però no desproveït de caràcter, estat d'ànim i elegància"; L'altra òpera de Schaefer, Тизба» (Tizba), no es va posar en escena i va romandre manuscrita. Entre els cantants que van treballar amb Schaefer a la Casa del Poble hi havia, en particular, Stefan Egizarov, Yakov Lyubin, Ekaterina Orel, Alexander Porubinovsky, Maria Przhebyletskaya.

## Obres
- Tizba, òpera en 4 actes (Sant Petersburg, 1901);
- Les Tsiganes, òpera en 3 actes (Sant Petersburg. 1901);
- el ballet Fantasy Island. en 1 acte (publicat);
- Dues simfonies i tres suites per a orquestra;
- Un Scherzo per a orquestra;
- Dos quartets per a arc;
- Un trio per arc i piano;

Va fer més de 100 transcripcions d'obres russes per a fp. en 2, 4 i 8 mans, per a violí amb fp.

## Discografia
- El 2018, el segell discogràfic Hänssler Classic va publicar el CD César Cui: Piano Transcriptions (César Cui: Piano Transcriptions, número de catàleg HC17049), que inclou dos cicles de Miniatures (op. 20 i op. 39) en transcripció A. N. Shefer.[3]